# Les Démons de Dexter
Pour les articles homonymes, voir Dexter.
Les Démons de Dexter (titre original : Dexter in the dark) est un roman policier américain écrit en 2007 par Jeff Lindsay.
Bien que la première saison suive les grandes lignes du premier tome de la série, la deuxième saison et la troisième saison sont deux histoires originales sans rapport avec les autres romans du même auteur. 

## Résumé
Dexter Morgan est un expert judiciaire qui travaille au Département de Police de Miami comme expert médico-légal en analyse de projection de sang. Cependant, il est également un tueur en série qui a la particularité de ne tuer que des meurtriers qui sont passés au travers du système judiciaire.
Dexter cohabite avec une voix intérieure qui le pousse à tuer et qu'il nomme le « Passager Noir ». Dexter gère convenablement cette double vie depuis quelques années mais un jour, tout bascule : un double homicide commis sur le campus de l'université le terrifie et le prive de sa voix intérieure, le Passager noir, qui l'aidait à identifier les assassins. Le plus dur, pour lui, sera de préserver les enfants de sa fiancée Rita, les jeunes Cody et Astor. En effet, si son instinct de tueur a disparu, il se sent tout de même observé, lui ainsi que Cody.